# Eight Legged Freaks
Eight Legged Freaks is een Amerikaanse komische horror/sciencefictionfilm uit 2002 van de relatief onbekende regisseur Ellory Elkayem, met David Arquette, Kari Wührer, Scott Terra, Scarlett Johansson en Doug E. Doug in de hoofdrollen. De film is geïnspireerd door de korte film Larger than life uit 1997 van dezelfde regisseur.

## Verhaal
In een verlaten Amerikaans dorpje vindt er een ongeval plaats met vaten giftige stoffen. Een deel van deze stoffen bereikt een vervallen laboratorium waar wetenschappelijke proeven gedaan worden op zeldzame giftige spinnen. Wanneer deze spinnen in contact komen met de stof muteren ze en groeien ze uit tot enorme monsters, die al gauw de stad beginnen te terroriseren. Chris McCormick (David Arquette) is de enige die deze plaag een halt toe kan roepen.

## Titel
Eight Legged Freaks heeft de toepasselijke ondertitel Arach attack en is een (lichte) horrorfilm naar de oude tradities van de monster- en andere B-films. Dit zou in eerste instantie de titel van de film worden, maar gezien de overeenkomst met Iraq attack, hetgeen op dat moment nogal gevoelig lag, werd besloten om een andere titel te gebruiken.